# Gettjärnen (Skinnskattebergs socken, Västmanland)
Gettjärnen är en sjö i Skinnskattebergs kommun i Västmanland och ingår i Norrströms huvudavrinningsområde.